# Vibeuf
Vibeuf település Franciaországban, Seine-Maritime megyében. Lakosainak száma 621 fő (2022. január 1.). Vibeuf Bourdainville, La Fontelaye, Imbleville, Lindebeuf, Ouville-l’Abbaye és Yerville községekkel határos.

## Népesség
A település népessége az elmúlt években az alábbi módon változott:
| Lakosok száma | 648  | 625  | 634  | 608  | 603  | 600  | 607  | 614  | 621  |
|               | 2013 | 2015 | 2016 | 2017 | 2018 | 2019 | 2020 | 2021 | 2022 |